# Xinxa americana del pi
La xinxa americana del pi (Leptoglossus occidentalis) és una és una espècie d'hemípter heteròpter de la família Coreidae originària de les muntanyes Rocoses nord-americanes que s'ha estès els darrers anys a diferents parts del món, on es considera una espècie invasora i una plaga pels pins, ja que s'alimenta dels brots tendres dels pins i de les pinyes molt joves.

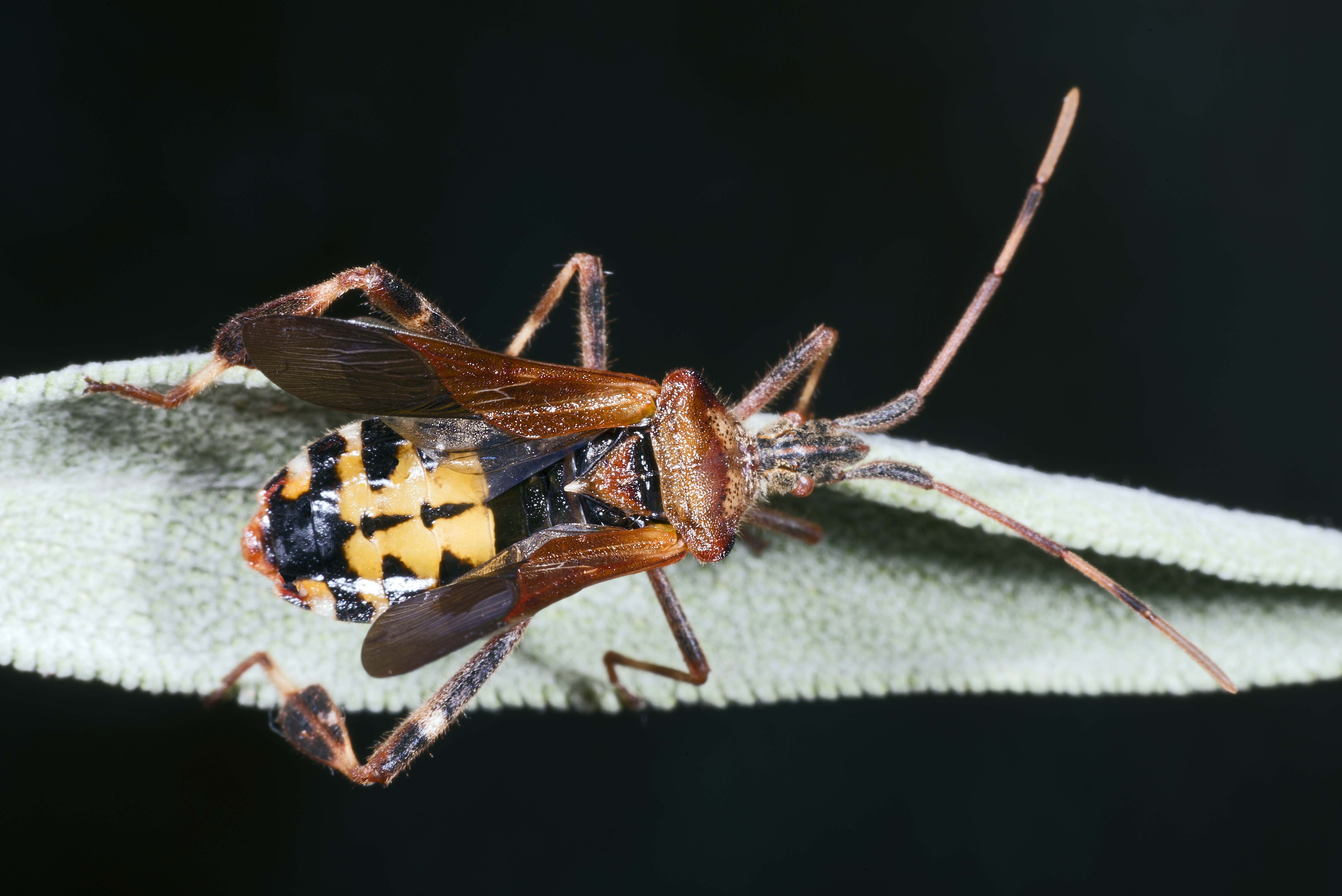
Leptoglossus occidentalis.

A Catalunya es va detectar per primer cop a l'Anoia el 2003, el 2007 va ser detectada a Collserola, i al 2009 a Sort (Pallars Sobirà).

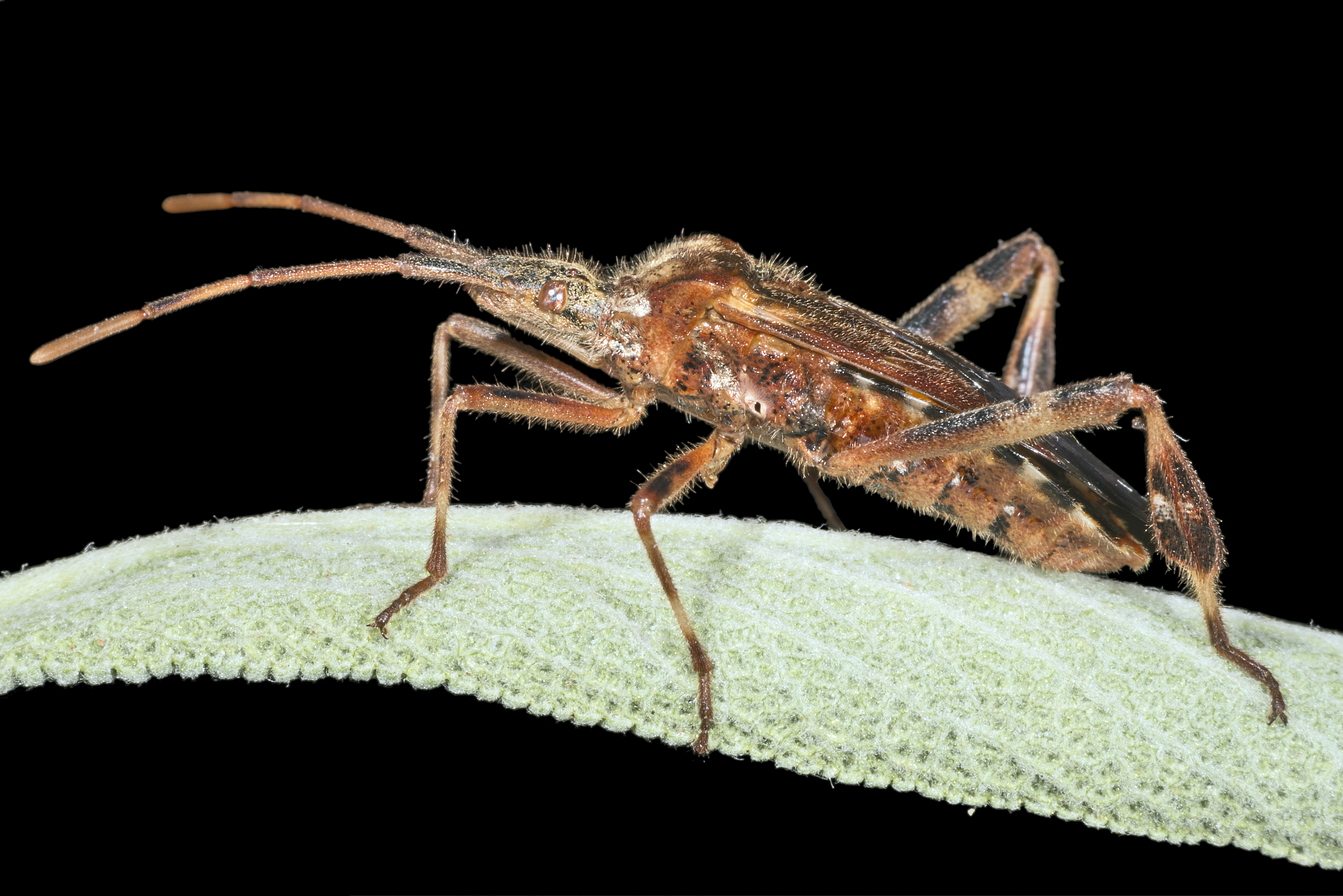
Leptoglossus occidentalis.

## Àrea de distribució geogràfica
Originària de la costa oest dels Estats Units o nord d'Americà. Àmpliament distribuïda pels Estats Units, el Canadà i el nord de Mèxic. L'any 2000 va ser vist per primera vegada a Europa, localitzat al nord d'Itàlia i més recentment a Catalunya i altres països europeus i comunitats autònomes. Actualment deu ocupar la majoria de les pinedes de la península Ibèrica i illes Balears (a Menorca al 2011 i posteriorment Mallorca), ja que és un bon volador, el podem trobar a l'interior de les cases d'àrees rurals. L'any 2008 va ser detectat per primera vegada a Tòquio (Japó). A Catalunya es va detectar per primer cop el 2003.
Les espècies de les que s'alimenta o a les que afecta a la seva zona d'origen són el Pinus contorta, Pinus glauca, Pseudotsuga menziesii i Pinus mugo, encara que sota certes condicions també sembla capaç d'alimentar-se d'altres espècies diferents de coníferes. A Europa s'ha trobat en diferents espècies de com el Pinus halepensis, Pinus pinea, Pinus sylvestris i Pinus nigra.

## Fisiologia
La xinxa americana del pi arriba fins als dos centímetres de longitud i sis mil·límetres d'amplada, sent les femelles més grans que els mascles, pintats de colors rogencs i marrons amb formes geomètriques a les ales. Destaca per les seves extensions a les tíbies del parell de potes posteriors, molt característiques d'aquest gènere. Les antenes són relativament llargues, formades per quatre segments. En el tronc amb les ales plegades, presenta un dibuix característic i a la part dorsal de l'abdomen presenten un color groguenc i negre que es fa visible quan volen o amb les ales obertes.
Quan es veu en perill o atacada, expulsa un líquid irritant i pudent amb el que ruixa al seu depredador. L'alimentació la realitzen mitjançant la probòscide que insereixen a les pinyes per xuclar el suc de les pinyes i llavors en formació. És una espècie de difícil observació, ja que passa desapercebuda durant la major part de l'any, només se sol veure a mitjans d'octubre quan comença a buscar refugi per hivernar. Cosa que pot ocasionar una alarma per la població perquè s'observen un gran nombre d'exemplars, donat el seu caràcter gregari. No obstant, cal dir que no causen cap mal ni picades a les persones, però si emeten una olor força desagradable.

## Cicle biològic
La xinxa americà de les pinyes s'alimenta picant les pinyes durant el seu desenvolupament de les quals s'alimenta, als que ocasionà la pèrdua de les llavors dels pins. Amb relació a la seva biologia, s'han enregistrat exemplars aparentment actius al llarg de tot l'any, malgrat entrar en hibernació entre els mesos d'octubre i desembre. Els adults surten dels llocs d'hibernació a finals de la primavera i s'alimenten de les inflorescències del pins. Les femelles ponen els ous entre el final del maig i a principi de juny i aquests es desclouen al cap de deu o quinze dies de la posta. Les larves passen per cinc estadis abans de convertir-se en adults a finals d'agost. En regions temperades en general només produeixen una generació a l'any, però en climes més càlids és possible que es donin dues o diverses generacions.
La posta que realitza la femella al llarg de les acícules formant una fila continua de 4 a 8 ous i cada femella pot arribar a pondre uns vuitanta ous en forma de barril d'uns dos mil·límetres. Els ous es desclouen a la primavera al cap d'uns dies de la seva posta.

## Problemàtiques i impactes
Aquesta espècie amb una gran capacitat de dispersió i velocitat d'expansió com a resultat de les múltiples introduccions per mitjà del comerç de la fusta amb posteriors translocacions, a partir de les vies d'entrada marítimes dels ports amb gran activitats comercials. La presència d'aquesta espècie suposa un greu perjudici per les coníferes i inconvenient per la reproducció de les seves llavors. És considerada una plaga forestal en boscos i plantacions de coníferes, en les que s'alimenta de les acícules joves i inflorescències verdes, causant una reducció en la fertilitat d'aquestes espècies de pinàcies.
Els principals danys que provoca van des de la deformació de les pinyes quan  l'alimentació es produeix sobre pinyes i flors de primer any, fins a la disminució de la capacitat germinativa de les llavors quan l'insecte s'alimenta sobre les pinyes més antigues o sobre els pinyons directament. Aquests danys no sempre s'observen a simple vista.
Els impactes econòmics i ecològics de la introducció d'aquesta espècie és força desconeguda pel que és necessari un seguiment més exhaustiu. A la seva regió originària dels Estats Units i Canada, és considerada una plaga relativament greu per als vivers i viveristes de les llavors o plantes de coníferes. No hi ha dades precises sobre el nivell de danys ocasionats per aquesta espècies, però alguns treballs americans sobre algunes espècies a les que afecta parlaven de la reducció del rendiment i qualitat de les llavors d'un vuitanta per cent, mentre que uns altres estudis mitjançant l'observació de rajos x, semblava no causar danys externs en les pinyes, però si danyar entre una i dues llavors al dia, o sigui entre el cinc i quinze per cent.
A Europa, segons l'Organització Europea i Mediterrània per la Protecció de les Plantes (EPPO), no s'han detectat danys atribuïts a aquesta espècie, encara que no s'han realitzat prou estudis amb profunditat sobre la seva distribució i sobre el possible impacte d'aquesta espècie invasora en l'ecologia i economia dels nostres paisatges.
Els possibles riscos derivats i potencials de la presència d'aquests insectes podrien ser la reducció de forma apreciable del nombre de llavors viables i falta de regeneració natural de les nostres masses de coníferes i la disminució en la recol·lecció dels pinyons en les plantacions de pins pinyoners i la seva qualitat amb les consegüents pèrdues econòmiques.

## Mecanismes de control
A Europa no hi ha cap reglamentació específica sobre aquesta espècie invasora, bàsicament degut al desconeixement actual sobre el nivell real de danys que pot ocasionar, però a nivell espanyol, si s'ha inventariat al Catàleg Espanyol d'Espècies Invasores. No obstant, no s'han desenvolupat atraients ni trampes específiques per al Leptoglossus occidentalis. En estudis realitzats en altres comunitats autònomes utilitzen caseres abandonades que adapten per a possibilitar la seva utilització com a refugi d'hivernada per part de l'insecte. Com a enemic natural cal destacar Oencyrtus pityocampae, paràsit habitual de la processionària del pi, el qual s'ha observat que pot parasitar també les postes de Leptoglossus occidentalis, quan coincideixen en la mateixa època.